# Moskwitsch-403
Der Moskwitsch-403 (russisch Москвич-403) ist ein Personenwagen des sowjetischen Herstellers Moskowski Sawod Malolitraschnych Awtomobilej (russisch Московский завод малолитражных автомобилей, kurz MZMA beziehungsweise russisch МЗМА, bekannt durch die Verwendung des Markennamens Moskwitsch), der von 1962 bis 1965 in Serie gebaut wurde. Er ist der Nachfolger des Moskwitsch-407 und erhielt bereits größtenteils die neu entwickelten Fahrwerksteile seines Nachfolgers Moskwitsch-408. Die Karosserieform blieb nahezu unverändert.
Unter der Bezeichnung Moskwitsch-424 (russisch Москвич-424) wurde eine Version als Kombi gebaut, der Moskwitsch-432 ist ein geschlossener Kastenwagen. Beide wurden von 1963 bis mindestens 1965 gebaut, anderen Angaben zufolge bis 1967 und somit zwei Jahre länger als die Limousine.

## Fahrzeuggeschichte

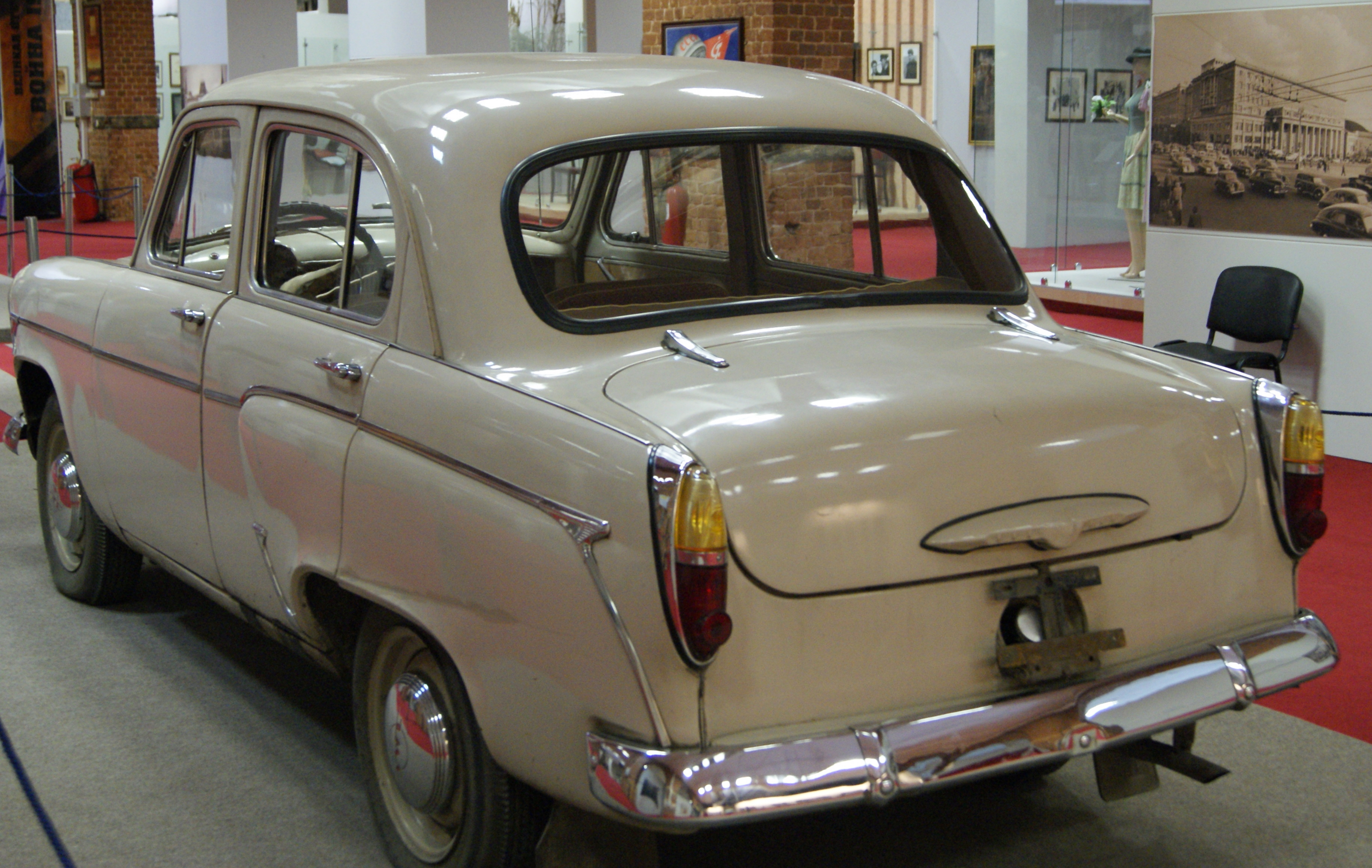
Heckansicht eines Moskwitsch-403 in einem Museum (2010)

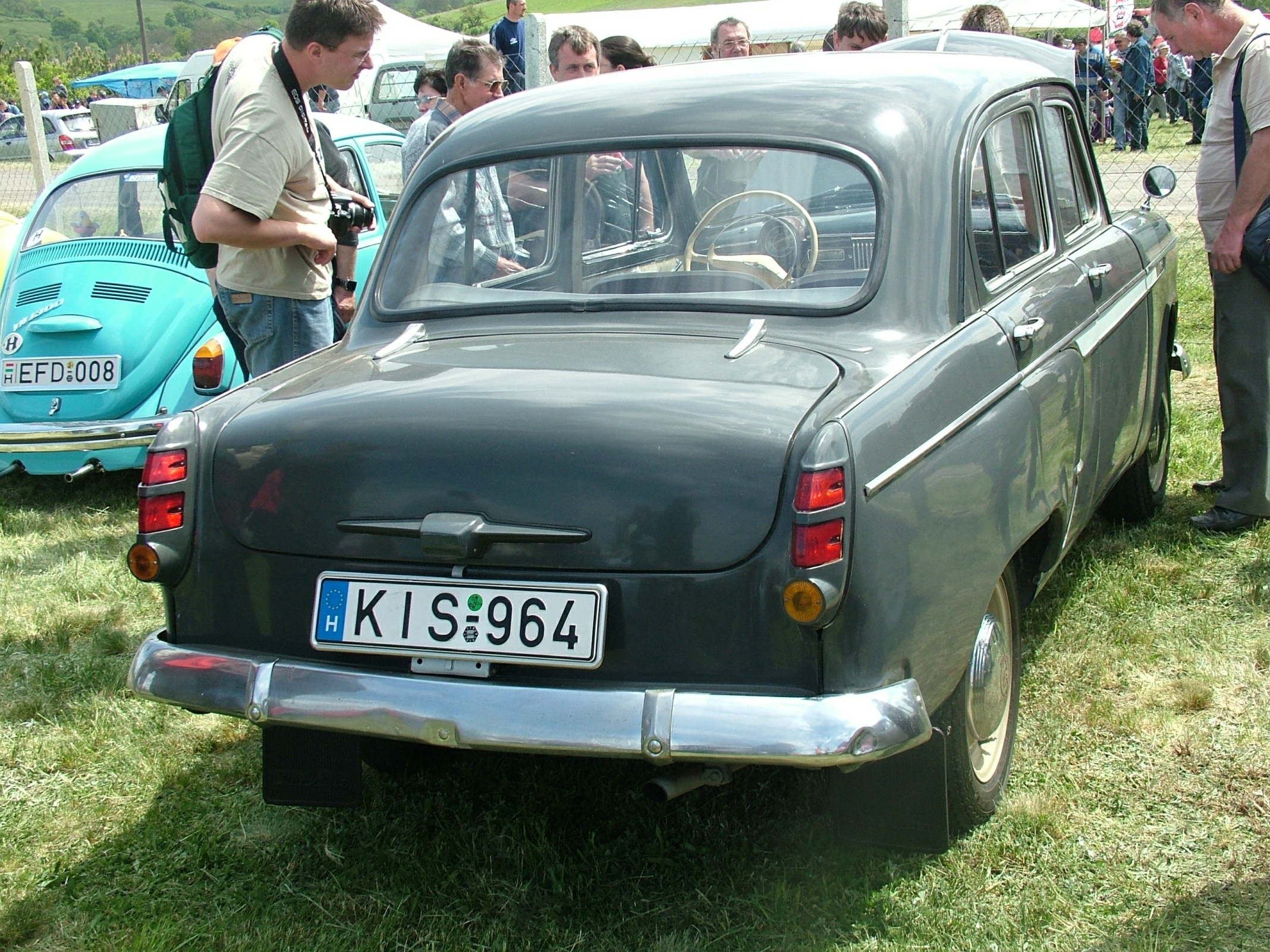
Das geänderte Heck der Exportausführung (2011)

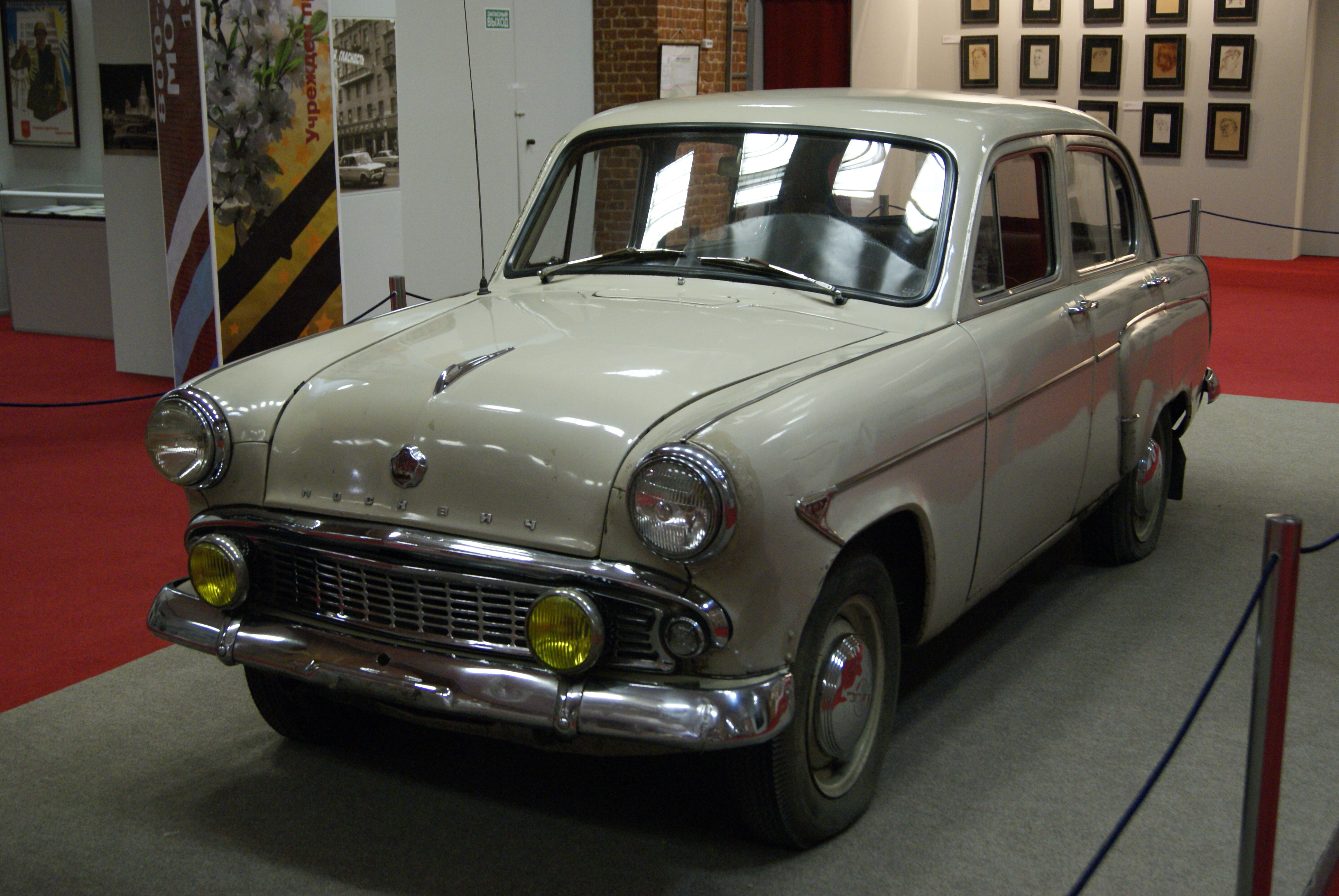
Frontansicht der Grundversion mit altem Kühlergrill (2010)

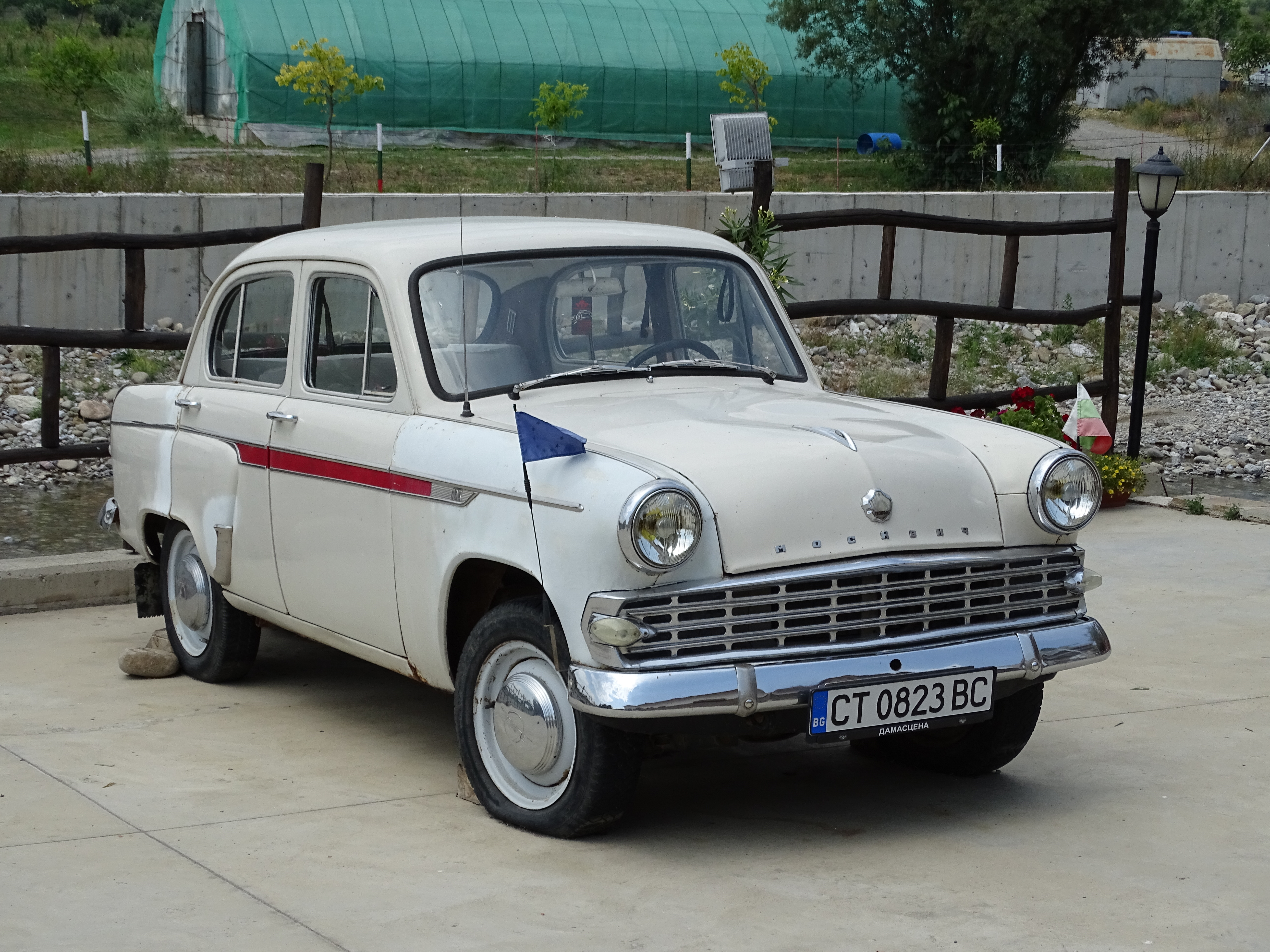
Moskwitsch-403IE in Bulgarien (2017)

Ab 1959 projektierte man im Moskwitsch-Werk einen Nachfolger für den Moskwitsch-402. Er wurde 1964 als Moskwitsch-408 vorgestellt. Allerdings standen verschiedene Teile der Entwicklung, wie die vordere Aufhängung, das Bremssystem, die Lenkung, die Spritzwand und der Hilfsrahmen, die später auch im Moskwitsch-408 verwendet wurden, schon früher zur Verfügung. Sie wurden in den Moskwitsch-402 eingebaut und so entstand der Moskwitsch-403, der ab Dezember 1962 in Serie gefertigt wurde. Äußerlich änderte sich am Fahrzeug zumindest in der Grundversion nahezu nichts. Lediglich die Rückleuchten sahen jetzt anders aus und hatten drei Kammern. Außerdem gab es neue Embleme an der Seite, auf denen 403 stand.
Außer der Grundversion für den heimischen Markt wurde zum ersten Mal eine Exportversion gebaut. Je nach Quelle wurde sie als Moskwitsch-403E, Moskwitsch-403IE oder Moskwitsch 403/IE bezeichnet. Auffälligste Änderung ist der größere und verchromte Kühlergrill, der weniger rundlich gestaltet wurde. Aber auch die seitlichen Zierleisten wurden anders angeordnet und das Heck geringfügig verändert. Insbesondere die Rückleuchtengläser sind andere als bei der Grundversion, allerdings passen beide Gläsertypen in die gleiche Halterung. Auch der Griff an der Kofferraumklappe wurde umgestaltet. Änderungen gab es auch an den Sitzen: Es blieb bei einer Sitzbank vorn. Die Lehnen von Fahrer und Beifahrer ließen sich nicht individuell einstellen, aber zu einer Liegefläche umklappen. Die Sitzbezüge waren nun aus Kunstleder. Weitere Detailverbesserungen waren unter anderem eine verbesserte Vorderachse, eine (per Fuß bediente) Scheibenwaschanlage, ein verbesserter Schalthebel und eine verbesserte Lenkung (dreiteilige Spurstange mit Zwischenhebel).
Zusätzlich zur Limousine wurden ab 1963 auch noch Kombis (Moskwitsch-424) und Kastenwagen (Moskwitsch-432) gefertigt. Vom Kombi gab es ebenfalls eine Exportversion.
Insgesamt wurden 105.723 Moskwitsch-403 aller Versionen bis Juli 1965 gebaut. Andere Quellen geben an, dass Kombi und Kastenwagen noch bis 1967 produziert wurden. Nachfolger wurde der Moskwitsch-408, der, bis auf die bereits im Moskwitsch-403 verwendeten Teile, eine neue Konstruktion war und auch äußerlich stark verändert wurde.

## Modellvarianten
Vom Moskwitsch-403 wurden verschiedene Versionen gebaut, Prototypen gab es auf Basis dieses Fahrzeugs nicht.
- Moskwitsch-403 – Grundmodell mit Limousinenkarosserie, gebaut von Dezember 1962 bis 1965. Verschiedene Quellen geben an, dass ab April 1964 eine überarbeitete Version des Vierzylindermotors mit 50 PS (37 kW) eingebaut wurde.[8]
- Moskwitsch-403E – Grundmodell mit Limousinenkarosserie, für den Export. Abweichend auch als Moskwitsch-403IE bezeichnet.
- Moskwitsch-403Ju – Grundmodell mit Limousinenkarosserie, für den Export in Länder mit tropischem Klima.
- Moskwitsch-403B – Wie die Grundversion, allerdings wurden alle Steuerelemente so umgerüstet, dass sie für Personen mit körperlicher Behinderung geeignet sind.
- Moskwitsch-403M – Zum Transport von medizinischem Personal und Material, zum Beispiel um Hausbesuche bei Patienten durchzuführen.
- Moskwitsch-403T – Modell, speziell als Taxi ausgerüstet und lackiert.
- Moskwitsch-424 – Von 1963 bis 1965 (1967) gebaute Version als viertüriger Kombi.
- Moskwitsch-424E – Viertüriger Kombi für den Export.
- Moskwitsch-432 – Von 1963 bis 1965 (1967) gebaute Version als geschlossener Kastenwagen mit lediglich zwei Türen.
- Moskwitsch-432E – Kastenwagen in Exportausführung.
- Moskwitsch-432Ju – Kastenwagen in Exportausführung, für die tropische Klimazone.

Auf Basis des Moskwitsch-432 baute das Luzki Maschinostroitelny Sawod (deutsch Luzker Maschinenbauwerk) zwischen 1964 und 1965 den LuMZ-945, einen Kühlwagen für 170 kg Nutzlast. Er wurde für einen Temperaturbereich von −6 bis +5 °C ausgelegt.

## Technische Daten
Für die Limousine Moskwitsch-403, soweit bekannt.
- Motor: Vierzylinder-Ottomotor
- Motortyp: MZMA-407
- Leistung: 45 PS (33 kW) bei 4500 min−1, später 50 PS (37 kW) bei 4750 min−1
- Hubraum: 1358 cm³
- Bohrung: 76,0 mm
- Hub: 75,0 mm
- Verdichtung: 7,0:1
- Zündfolge: 1–3–4–2
- Drehmoment: 91,2 Nm bei 2750 min−1
- Treibstoff: Benzin mit mindestens 72 Oktan
- Verbrauch: nach Norm 6,5 l/100 km, praktisch 8 bis 12 l/100 km
- Tankinhalt: 35 l
- Getriebe: handgeschaltetes Viergang-Getriebe mit Rückwärtsgang
- Höchstgeschwindigkeit: 115 km/h
- Beschleunigung: von 0 auf 80 km/h in 18 s
- Anlasser: Typ ST4, 0,6 PS Leistung
- Bordspannung: 12 V
- Antriebsformel: 4×2 (Hinterradantrieb)

Abmessungen und Gewicht
- Länge: 4055 mm
- Breite: 1540 mm
- Höhe: 1560 mm
- Radstand: 2370 mm
- Spurweite vorne und hinten: 1220 mm
- Wendekreis: 11 m
- Reifendimension: 5,60–15″
- Kofferraumvolumen: 340 l
- Leergewicht: 980 kg (Kombi: 1030 kg)
- Zuladung bei der Kombiversion: 250 kg
- zulässiges Gesamtgewicht: 1280 kg
- Achslast: 640 kg vorne wie hinten

## Testberichte
Im Test des KTA  wurde festgehalten, dass der Moskwitsch-403 vor allem bezogen auf die Verbesserung der Fahrsicherheit hinzugewonnen habe und gleichzeitig den Anschein erweckt, weiterhin die große Robustheit seines Vorgängers zu besitzen. Die große Bodenfreiheit eigne ihn auch für unwegsames Gelände. Gelobt wurde das sehr wirksame Heizungs- und Belüftungssystem, sowie die leichtgängige und weich ansprechende Kupplung, ebenso die gut übersetzte, leichtgängige Lenkung, die Fahrbahnstöße kaum in das Lenkrad übertrug. Die Bremsen sprachen ebenfalls sehr weich an, erforderten für scharfes Abbremsen jedoch zu große Pedalkräfte. Die verbesserte Vorderachse habe eine geringere Kurvenneigung zufolge, die beim Typ 407 stark ausgeprägt war.  Kritik galt dem Motor, der weder in der Leistung noch im Kraftstoffverbrauch befriedigen konnte. Beanstandet wurde auch das Getriebe, dessen Synchronisation nicht ausreichend wirksam arbeite und das vor allem im Schiebebetrieb zu starke Geräusche verursache. Weiterhin wurden die Scheibenwischer kritisiert, die nach wie vor nach dem Gegenlaufprinzip und motordrehzahlabhängig arbeiteten. Die gestalterischen Veränderungen im Vergleich zum Typ 407 wurden als nicht vorteilhaft bewertet. Als Durchschnittsverbrauch wurden 9,5 l/100 km gemessen, die Höchstgeschwindigkeit wurde abweichend von der Werksangabe mit 109 km/h gestoppt. Die KFT ergänzte in einem Fahrbericht, dass die langen Federwege und weiche Polsterung der Sitzbänke großen Federungskomfort böten, jedoch die Innengeräusche bei höheren Drehzahlen zu hoch seien. Der Moskwitsch erfordere trotz verbesserter Vorderachse weiterhin eine gemäßigte Fahrweise, da die Hinterachse zu Spuruntreue und Ausbrechen neige. Die Höchstgeschwindigkeit betrug hier 113 km/h, der Kraftstoffverbrauch 12 l/100 km.